# Vikingskipshuset

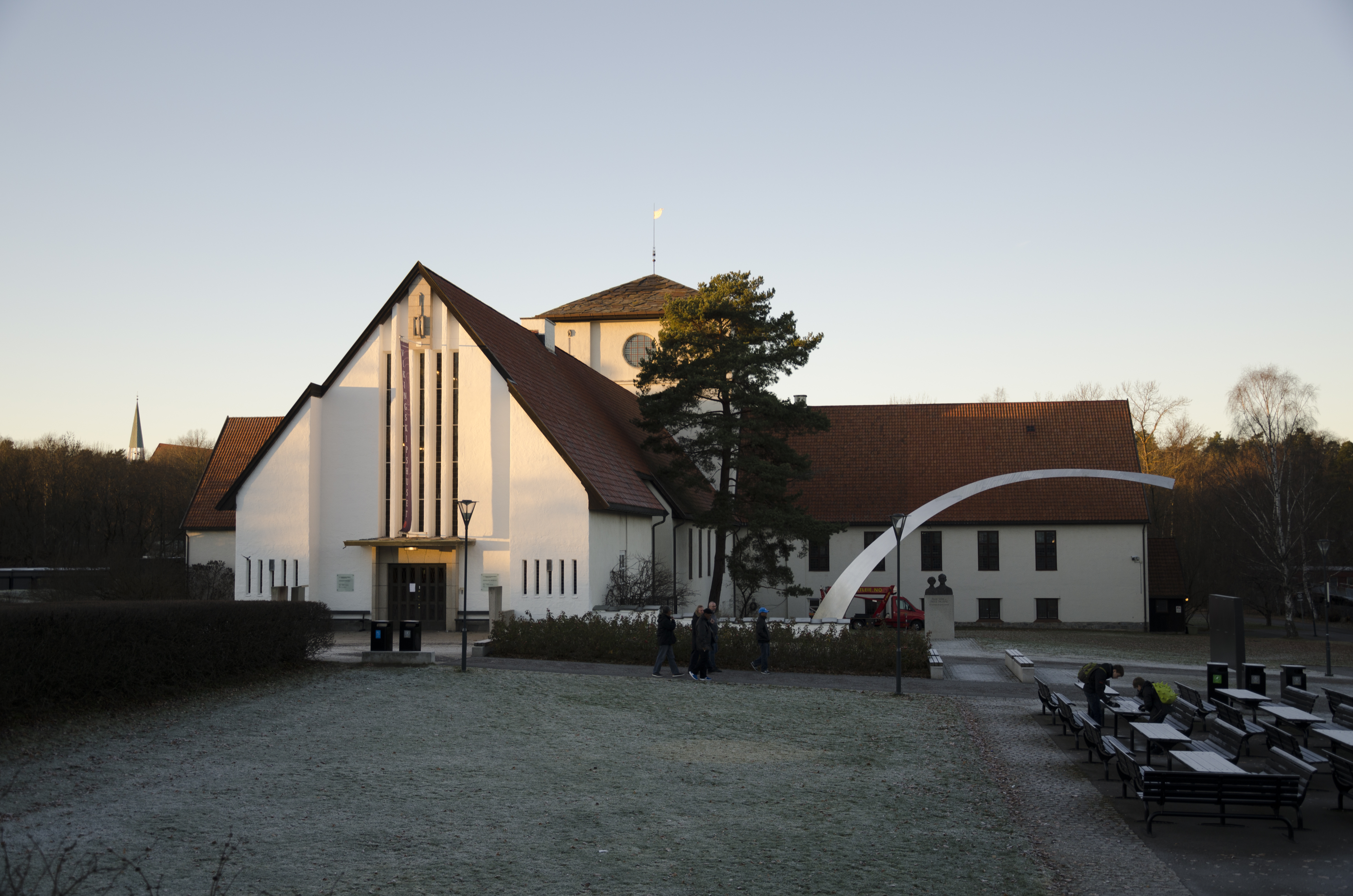
Vikingskipshuset

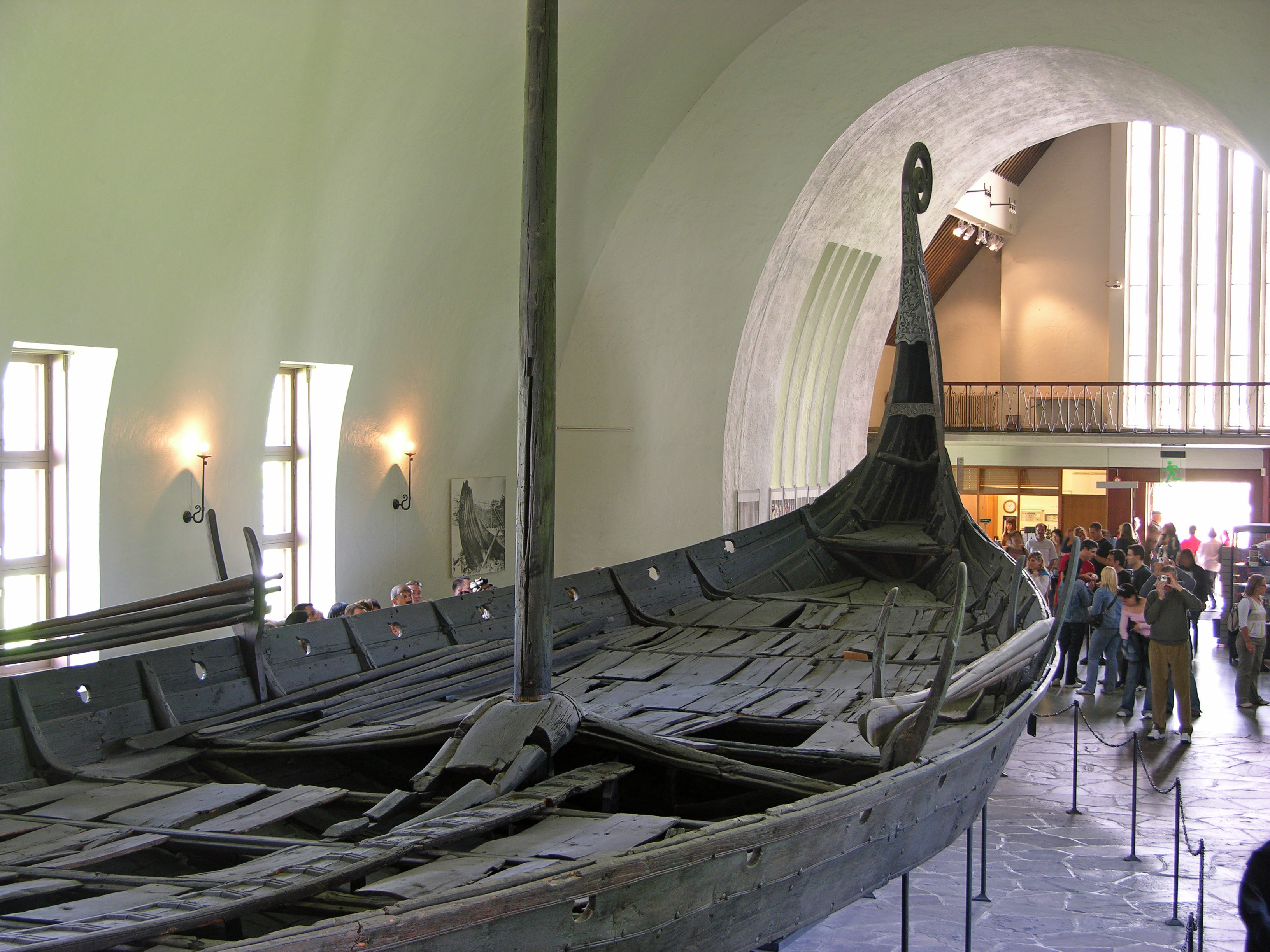
Osebergsskeppet

Vikingskipshuset, ofta kallat Vikingskipsmuseet, är ett museum på Bygdøy i Oslo. Det är en del av Kulturhistorisk museum som är underlagt Oslos universitet, och rymmer bland annat vikingaskeppen Tuneskeppet, Gokstadskeppt, Osebergskeppet och ett skepp från Borrehögarna. Skeppen har grävts fram ur gravhögar från den tidigare kommunen Tune i Østfold, samt från Gokstad, Oseberg och Borrehaugene. Gravhögarnas största och främsta fynd är de vikingaskepp som givit byggnaden dess namn. 
Byggandet av ett eget hus till de stora fynden av gravar från vikingatiden på slutet av 1800-talet och början av 1900-talen föreslogs först av professor Gabriel Gustafson år 1913. Då hade Gokstadsskeppet och Osebergsskeppet redan stått flera år i ett förråd utan att få en korrekt konservering. En arkitekttävling anordnades, vilken vanns av Arnstein Arneberg. Med medel från Stortinget kunde hallen för Osebergsskeppet påbörjas, och skeppet flyttades dit från Universitetshagen 1926. Flygeln för Gokstads- och Tuneskeppen stod färdig 1932. Den sista flygeln, för fynden i Oseberg, försenades på grund av andra världskriget och blev inte färdig förrän 1957.